# Tranches de brie
Ne doit pas être confondu avec Tranches de vie (bande dessinée).
Tranches de brie est un album de bande dessinée humoristique de Frank Margerin, paru en 1979.